# Frédéric Biancalani
Frédéric Biancalani (Villerupt, Francia, 21 de julio de 1974) es un exfutbolista profesional francés.
Proviene de la academia de menores del Nancy, habiendo jugado su primer partido como profesional en agosto de 1996 contra el Paris Saint-Germain, partido que culminó igualado a 0. 
En el 2001, Biancalani se incorporó al Walsall, cuando estaban en la antigua Primera División, donde jugó 15 partidos, haciendo seis apariciones como sustituto y marcando 2 goles. Recibió tres tarjetas amarillas y una roja. 
En el 2002, regresó al Nancy donde jugó hasta el 2009.

## Trayectoria
| Club       | País       | Año         |
| ---------- | ---------- | ----------- |
| AS Nancy   | Francia    | 1994 - 2001 |
| Walsall FC | Inglaterra | 2001 - 2002 |
| AS Nancy   | Francia    | 2002 - 2009 |
| Metz       | Francia    | 2009 - 2010 |